# ÖRK-Suchdienst

Logo des Österreichischen Roten Kreuzes

Der Suchdienst des Österreichischen Roten Kreuzes unterstützt Menschen, die aufgrund von Kriegen, bewaffneten Konflikten, Katastrophen oder durch Migration voneinander getrennt wurden, bei der Wiederherstellung des Kontaktes mit ihren Familienangehörigen. Instrumentarien dafür sind die Übermittlung von Rotkreuz-Nachrichten, die Personensuche und die Familienzusammenführungen. Oft ist es aber nur noch möglich, das Schicksal der vermissten Person zu klären.
Dabei arbeitet der Suchdienst des ÖRK eng mit dem weltweiten Rotkreuz-Netzwerk – dem Internationalen Komitee vom Roten Kreuz (IKRK) und den Nationalen Rotkreuz- und Rothalbmondgesellschaften – zusammen.

## Geschichte
Als Geburtsjahr des Suchdienstes – noch vor der Gründung des Österreichischen Roten Kreuzes 1880 – ist das Jahr 1866 anzusehen, in dem die damalige österreichisch-ungarische Monarchie den Genfer Konventionen beitrat.
Sowohl im und nach dem Ersten Weltkrieg, insbesondere aber nach dem Ende des Zweiten Weltkrieges spielte die Suchdienstarbeit eine zentrale Rolle. Einerseits wurden Anfragen zu verschollenen und verschleppten Zivilpersonen bearbeitet, andererseits ging es um die namentliche Erfassung vermisster Soldaten. Wesentliche Hilfsmittel für diese Arbeit waren die Heimkehrerbefragungen und die erstellten Vermisstenbildlisten. Einen neuerlichen Anstieg der Vermisstensuchanträge zum Zweiten Weltkrieg gab es in den 1990er-Jahren durch die Öffnung zahlreicher Archive und Registraturen in der ehemaligen Sowjetunion, die Informationen über das Schicksal deutscher und österreichischer Kriegsgefangener enthalten. Trotz der intensiven und engagierten Arbeit in den vergangenen Jahrzehnten sind immer noch etwa 20.000 Soldatenschicksale sowie der Verbleib von einigen tausend zivilen Personen ungeklärt. Ebenfalls unterstützt der Suchdienst des ÖRK seit Mitte der 1990er-Jahre frühere Zwangsarbeiter bei der Beschaffung von Bestätigungen, die diese zur Geltendmachung ihrer Ansprüche auf Entschädigung sowie für die Anrechnung auf Pensionszeiten benötigten.
Mit der Zeit nahmen in der Suchdienst-Arbeit jedoch die Anfragen im Zusammenhang mit aktuellen Konflikten einen immer größeren Raum ein. In den 1990er-Jahren wurde die Arbeit vor allem von den Balkankonflikten dominiert. Die Hauptaufgabe lag hier in der Übermittlung von Rotkreuz-Nachrichten. Mehr als 90.000 Nachrichten konnten zwischen Angehörigen, die voneinander getrennt worden waren, ausgetauscht werden.
Heute ist das Leistungsangebot des Suchdienstes breit gestreut: Das Hauptaugenmerk liegt auf der Unterstützung von Flüchtlingen aus aktuellen Konfliktgebieten. Dabei geht es um die Wiederherstellung des Kontaktes mit ihren Angehörigen und um die Zusammenführung mit diesen. Nach wie vor nehmen aber auch Suchfälle und Schicksalsklärungen, die auf den Zweiten Weltkrieg zurückgehen, einen großen Raum in der Tätigkeit des Suchdienstes des ÖRK ein.

### Entwicklungsziele der Suchdienstarbeit
Da von seinen Angehörigen getrennt zu sein und nichts von deren Verbleib zu wissen, eine enorme psychische Belastung und Tortur für die Betroffenen darstellt, bietet der Suchdienst des ÖRK den Betroffenen entsprechende Unterstützung bei der Wiederherstellung des Kontakts zwischen getrennten Familien. Zu diesem Zweck gibt es enge Kooperationen mit entsprechenden Flüchtlings- und Migrationsberatungsstellen sowie mit den Betroffenen-Communities selbst. Ziel ist, dass alle Betroffenen um die Unterstützungsleistungen, die der Suchdienst anbieten kann, wissen. Überdies arbeiten in einzelnen Bundesländern auch Freiwilligenteams im Suchdienst, die diese Beratungs- und Unterstützungsleistungen dezentral anbieten.
Eine weitere Zielsetzung des Suchdienstes ist es, in der Öffentlichkeit ein verstärktes Bewusstsein bezüglich der Vermissten-Problematik zu bilden, aufzuzeigen, wie belastend es für Menschen ist, über das Schicksal ihres Angehörigen nichts zu wissen. Zu diesem Zweck werden diverse Veranstaltungen (Internationaler Tag der Verschwundenen, Weltflüchtlingstag, Tag der Familie etc.) abgehalten und entsprechende Öffentlichkeits- und Medienarbeit betrieben.

## Aufgaben
- Übermittlung von Rotkreuz-Nachrichten
- Personensuche
- Schicksalsklärungen und Ermittlung von Grablagen
- Beschaffung von Bestätigungen und Urkunden (insbesondere Zwangsarbeit, Aufenthalt, Haft)
- Familienzusammenführungen

### Rotkreuz-Nachrichten
Rotkreuz-Nachrichten dienen der persönlichen und privaten Kommunikation zwischen Familienangehörigen, wenn die herkömmlichen Kommunikationsmöglichkeiten (wie z. B. Post oder Telefon) stark eingeschränkt bzw. vollkommen ausgefallen sind. Als Übermittler von Rotkreuz-Nachrichten fungieren das Internationale Komitee vom Roten Kreuz (IKRK) bzw. die jeweiligen Nationalen Rotkreuz- und Rothalbmondgesellschaften. Wesentlich dabei ist, dass ausschließlich familiäre, private und persönliche Nachrichten sowie als Beilagen amtliche Dokumente (z. B. Geburtsurkunden, Zeugnisse) und maximal 1–2 familiäre Fotos erlaubt sind. Keinesfalls können Geldbeträge weitergeleitet werden. Jede Rotkreuz-Nachricht wird vom IKRK im Hinblick auf Erfüllen der angeführten Regeln überprüft (Zensur).
Formular:
- Format A5
- Vorderseite: Absender und Empfänger mit Adressangabe
- Rückseite: Text, der je nach Anlassfall beschränkt sein kann.

Je nach Sprache und Kulturkreis werden eigene Rotkreuz-Nachrichtenformulare verwendet, z. B. Russisch für Tschetschenien; Englisch/Französisch für Afrika; Farsi für den Iran; Arabisch für den Irak; etc.

#### Ablauf
Der Sender in Österreich (Angabe von persönlichen Daten und Anschrift in Österreich notwendig zur Übermittlung der erwarteten Antwort) schreibt auf den entsprechenden Vordruck seine Nachricht an den Empfänger, wobei von diesem Name, Geburtsdatum (zur eindeutigen Identifizierung) und Zustelladresse bekannt sein müssen und übermittelt bzw. gibt diese Nachricht beim Suchdienst des ÖRK ab. Die Rotkreuz-Nachricht wird über das Rotkreuz-Netzwerk an den Empfänger zugestellt. Der Empfänger der ursprünglichen Nachricht hat sodann die Möglichkeit, ebenfalls über eine Rotkreuz-Nachricht, dem Sender zu antworten. Diese Nachricht wird gleichfalls wieder über das Rotkreuz-Netzwerk an den nunmehrigen Empfänger übermittelt.

### Personensuche
Der Suchdienst sucht Familienangehörige, die durch Kriege, Konflikte, Katastrophen oder Migration voneinander getrennt wurden. Die Zusammenarbeit erfolgt dabei mit dem Internationalen Komitee vom Roten Kreuz (IKRK), den IKRK Delegationen und den Nationalen Gesellschaften.
Für Nachforschungen benötigt der Suchdienst von der gesuchten Person möglichst umfassende Angaben, um die entsprechenden Ermittlungen durchführen zu können, insbesondere:
- den vollständigen Namen (Vorname, Familienname, evtl. Geburtsname)
- das genaue Geburtsdatum
- den Geburtsort
- die letzte bekannte Adresse
- sowie das Datum und den Ort der letzten Nachricht und die Umstände, die zum Verlust des Kontaktes geführt haben.

#### Ablauf
Der Suchantrag ist vom Antragsteller bei der Nationalen Gesellschaft einzubringen, wo sich sein ständiger Wohnsitz befindet. Die Suche im entsprechenden Zielland wird über das Rotkreuz-Netzwerk – IKRK und entsprechende Nationale Rotkreuz- bzw. Rothalbmondgesellschaft – durchgeführt. In vielen Fällen wird es als Ziel führend erachtet, zuerst über eine Rotkreuz-Nachricht an die letzte bekannte Anschrift Verbindung aufzunehmen zu versuchen, da sich immer wieder gezeigt hat, dass auf diese Weise der Kontakt rascher wiederhergestellt werden kann. Wird die gesuchte Person ausfindig gemacht, erhält diese die Information, dass ein Suchantrag des Antragstellers vorliegt. Die aktuelle Adresse der gefundenen Person kann nur mit der expliziten Zustimmung von dieser weitergegeben werden.

### Schicksalsklärungen
Nach dem Ende des Zweiten Weltkrieges wurden aus den Kriegsgefangenenlagern heimkehrende Soldaten nach dem Schicksal ihrer Kameraden befragt. Ab Dezember 1957 begann das Deutsche Rote Kreuz mit dem Druck einer Vermisstenbildliste. Knapp 200 Einzelbände (gegliedert nach Einheiten) enthalten rund 900.000 Lichtbilder. Die Öffnung der Archive in der ehemaligen Sowjetunion Anfang der 1990er Jahre und in der Folgezeit auch weiterer Archive in den osteuropäischen Ländern, lässt neue Hoffnungen bei jenen entstehen, die immer noch nichts über das Schicksal ihrer vermissten Angehörigen wissen. Doch konnten bis heute bei weitem nicht alle Schicksale geklärt werden, bei einigen wird dies wohl nie der Fall sein. Angehörige von Gefallenen oder in Kriegsgefangenschaft verstorbenen Soldaten der deutschen Wehrmacht oder der Roten Armee ersuchen oft um Ausforschung der letzten Ruhestätte.

### Bestätigungen
Opfer des NS-Regimes ersuchen um Besorgung von Bestätigungen über die in Österreich verrichtete Zwangsarbeit oder über die Internierung im Konzentrationslager Mauthausen, u. a. für die Anrechnung auf ihre Pensionszeiten. Kinder ehemaliger Zwangsarbeiter, die sich während der Kriegszeit mit ihren Eltern in Österreich aufhielten, bitten den Suchdienst um Unterstützung bei der Beschaffung von Aufenthaltsbestätigungen.
Haftbestätigungen werden grundsätzlich im Zusammenhang mit aktuellen Konflikten ausgestellt und zwar in jenen Fällen, wo der Betroffene in seiner Haft von Delegierten des IKRK besucht wurde und somit entsprechende Aufzeichnungen vorliegen. Diese werden von den Betroffenen, meist Asylwerbern, häufig gewünscht, um ihre Chancen im Asylverfahren zu verbessern, da damit die Haft und indirekt die Verfolgung in ihrem Herkunftsland nachgewiesen werden kann.

### Familienzusammenführung
Der Suchdienst unterstützt Familien, die durch Kriege, Kriegsfolgen, politischem Druck oder Naturkatastrophen getrennt wurden, dabei, wieder im Familienverband leben zu können. Er berät Hilfesuchende im Rahmen des Familienverfahrens nach dem Asylgesetz 2005.
Folgende Leistungen kann der Suchdienst anbieten:
- Unterstützung bei Antragstellung auf Familienzusammenführung
- Kontakt mit österreichischen Behörden im In- und Ausland
- Einreiseabwicklung
- Reiseorganisation und -abwicklung
- Finanzielle Perspektivenabklärung